# Handball-Bundesliga 1968/69
Die Saison 1968/69 der Handball-Bundesliga ist die dritte der zweigleisigen Spielzeiten in ihrer Geschichte.

## Saisonverlauf
16 Mannschaften spielten in zwei Staffeln zu je acht Mannschaften um die Deutsche Meisterschaft 1969. Die Tabellenführer der Staffeln Nord und Süd nach dem 14. Spieltag traten in einem Finale gegeneinander an. Der Gewinner ist Deutscher Meister 1968. Aufsteiger zur neuen Saison waren die Eintracht Hildesheim, der RSV Mülheim an der Ruhr, der TS Esslingen und der TV 05/07 Hüttenberg.
Deutscher Meister 1968 wurde zum dritten Mal in der Vereinsgeschichte der Sieger der Staffel Nord, der VfL Gummersbach, der den Titelverteidiger und Gewinner der Staffel Süd, SG Leutershausen, besiegte. Absteigen mussten der BSV Solingen 98, die Eintracht Hildesheim, der TSV Birkenau und der TV 05/07 Hüttenberg.

## Statistiken

### Abschlusstabellen

#### Staffel Nord
| Rang | Verein                   | Sp. | S  | U | N  | Tore    | Diff. | Punkte |
| ---- | ------------------------ | --- | -- | - | -- | ------- | ----- | ------ |
| 1.   | VfL Gummersbach          | 14  | 13 | 0 | 1  | 276:166 | +110  | 26:20  |
| 2.   | THW Kiel                 | 14  | 10 | 0 | 4  | 210:177 | +33   | 20:80  |
| 3.   | Hamburger SV             | 14  | 8  | 1 | 5  | 196:154 | +42   | 17:11  |
| 4.   | TSV Grün-Weiß Dankersen  | 14  | 7  | 1 | 6  | 240:200 | +40   | 15:13  |
| 5.   | TuS 05 Wellinghofen      | 14  | 7  | 1 | 6  | 173:178 | −5    | 15:13  |
| 6.   | RSV Mülheim (A)          | 14  | 4  | 2 | 8  | 188:219 | −31   | 10:18  |
| 7.   | BSV Solingen 98          | 14  | 4  | 1 | 9  | 156:205 | −49   | 09:19  |
| 8.   | Eintracht Hildesheim (A) | 14  | 0  | 0 | 14 | 180:320 | −140  | 00:28  |

##### Kreuztabelle
Die Kreuztabelle stellt die Ergebnisse der Spiele der Staffel Nord dieser Saison dar.
Die Heimmannschaft ist in der linken Spalte, die Gastmannschaft in der oberen Zeile aufgelistet.
| Bundesliga 1968/69 Staffel Nord | VfL Gummersbach | THW Kiel | Hamburger SV | TSV Grün-Weiß Dankersen | TuS 05 Wellinghofen | RSV Mülheim | BSV Solingen 1898 | Eintracht Hildesheim |
| ------------------------------- | --------------- | -------- | ------------ | ----------------------- | ------------------- | ----------- | ----------------- | -------------------- |
| VfL Gummersbach                 |                 | 17:13    | 12:10        | 28:13                   | 15:11               | 25:12       | 18:60             | 28:12                |
| THW Kiel                        | 09:17           |          | 15:14        | 15:13                   | 15:11               | 17:80       | 19:14             | 26:10                |
| Hamburger SV                    | 14:12           | 12:17    |              | 13:14                   | 12:80               | 14:11       | 18:60             | 23:10                |
| TSV Grün-Weiß Dankersen         | 13:17           | 16:70    | 11:80        |                         | 17:70               | 22:23       | 14:11             | 39:18                |
| TuS 05 Wellinghofen             | 11:14           | 10:90    | 11:11        | 13:12                   |                     | 16:12       | 11:90             | 29:10                |
| RSV Mülheim                     | 13:14           | 12:15    | 11:16        | 12:12                   | 13:11               |             | 15:16             | 20:18                |
| BSV Solingen 98                 | 11:22           | 10:15    | 08:14        | 15:13                   | 08:10               | 10:10       |                   | 17:14                |
| Eintracht Hildesheim            | 18:27           | 13:18    | 08:17        | 13:31                   | 11:17               | 13:16       | 12:15             |                      |

#### Staffel Süd
| Rang | Verein                     | Sp. | S  | U | N | Tore    | Diff. | Punkte |
| ---- | -------------------------- | --- | -- | - | - | ------- | ----- | ------ |
| 1.   | SG Leutershausen           | 14  | 11 | 0 | 3 | 276:219 | +57   | 22:60  |
| 2.   | Frisch Auf Göppingen       | 14  | 9  | 1 | 4 | 246:202 | +44   | 19:90  |
| 3.   | TS Esslingen 1890 (A)      | 14  | 8  | 1 | 5 | 248:228 | +20   | 17:11  |
| 4.   | TV Hochdorf                | 14  | 6  | 1 | 7 | 209:225 | −16   | 13:15  |
| 5.   | SpVgg 1887 Möhringen       | 14  | 5  | 1 | 8 | 220:235 | −15   | 11:17  |
| 6.   | TSV Birkenau*              | 14  | 5  | 0 | 9 | 204:231 | −27   | 10:18  |
| 7.   | Reinickendorfer Füchse*    | 14  | 5  | 0 | 9 | 189:220 | −31   | 10:18  |
| 8.   | TV 05/07 Hüttenberg a* (A) | 14  | 5  | 0 | 9 | 179:211 | −32   | 10:18  |

*0Wegen Punktgleichheit zwischen den Mannschaften der Reinickendorfer Füchse, des TV Hüttenberg
00und des TSV Birkenau wurde eine Relegationsrunde mit folgenden Ergebnissen ausgetragen:
00TV Hüttenberg – TSV Birkenau (11:11)
00TSV Birkenau – Reinickendorfer Füchse (14:14)
00Reinickendorfer Füchse – TV Hüttenberg (15:10).
00Als Ergebnis verblieben die Reinickendorfer Füchse in der Handball-Bundesliga.

##### Kreuztabelle
Die Kreuztabelle stellt die Ergebnisse der Spiele der Staffel Süd dieser Saison dar.
Die Heimmannschaft ist in der linken Spalte, die Gastmannschaft in der oberen Zeile aufgelistet.
| Bundesliga 1968/69 Staffel Süd | SG Leutershausen | Frisch Auf Göppingen | TS Esslingen 1890 | TV Hochdorf | SpVgg 1887 Möhringen | Reinickendorfer Füchse | TSV Birkenau | TV 05/07 Hüttenberg |
| ------------------------------ | ---------------- | -------------------- | ----------------- | ----------- | -------------------- | ---------------------- | ------------ | ------------------- |
| SG Leutershausen               |                  | 15:12                | 29:19             | 27:16       | 22:19                | 24:16                  | 15:13        | 22:13               |
| Frisch Auf Göppingen           | 13:14            |                      | 19:19             | 25:17       | 25:21                | 19:10                  | 27:16        | 22:12               |
| TS Esslingen 1890              | 20:16            | 13:16                |                   | 20:16       | 23:11                | 18:14                  | 18:10        | 17:11               |
| TV Hochdorf                    | 17:14            | 09:13                | 18:10             |             | 13:13                | 17:12                  | 14:11        | 13:10               |
| SpVgg 1887 Möhringen           | 16:22            | 16:14                | 17:20             | 22:18       |                      | 18:16                  | 19:10        | 11:80               |
| Reinickendorfer Füchse         | 12:16            | 10:16                | 20:19             | 15:11       | 12:11                |                        | 13:80        | 12:80               |
| TSV Birkenau                   | 18:16            | 19:11                | 16:14             | 20:21       | 20:16                | 16:15                  |              | 16:18               |
| TV 05/07 Hüttenberg            | 15:24            | 11:14                | 15:18             | 13:90       | 12:10                | 19:12                  | 14:11        |                     |

| Legende |                                                                                  |
|         | Staffel-Sieger und somit Teilnehmer am Finale um die Deutsche Meisterschaft 1969 |
|         | Absteiger in die Regionalliga                                                    |
| (M)     | Deutscher Handballmeister 1967                                                   |
| (A)     | Aufsteiger aus der Regionalliga                                                  |

## Finale der Deutschen Meisterschaft
Das Spiel um die Deutsche Meisterschaft wurde am 22. März 1969 zwischen dem Sieger der Staffel Nord, VfL Gummersbach, und dem Gewinner der Staffel Süd sowie Titelverteidiger, SG Leutershausen, vor etwa 12500 Zuschauern in der Dortmunder Westfalenhalle ausgetragen. Deutscher Handballmeister 1969 wurde zum dritten Mal in der Vereinsgeschichte die Mannschaft des VfL Gummersbach, die das Team der SG Leutershausen mit 21:13 (9:5) besiegte.

### Meistermannschaft
| 1. | VfL Gummersbach |
|    | - Mannschaft: Bernd Podak; Becher, Hans-Gerd Bölter (4), Jochen Brand (2), Klaus Brand, Jochen Feldhoff (4), Peter Keller (1), Helmut Kosmehl (2), Hansi Schmidt (6), Klaus Westebbe (2) - Trainer: Horst Dreischang |